# Дмитриев, Дмитрий (эстонский политик)
Дмитрий Дмитриев (эст. Dmitri Dmitrijev; 17 июня 1982, Кивиыли, Ида-Вирумаа, Эстонская ССР, СССР) — эстонский политический деятель. Член Центристской партии Эстонии (с 2005).

## Биография
Родился 17 июня 1982 года в Кивиыли. В 2005 году кончил Кивиылискую русскую гимназию в 2005 — Таллинский технический университет по специальности «организация бизнеса», в 2010 — магистратуру Раквереского колледжа Таллиннского университета по специальности «государственные науки».
Свою трудовую деятельность начал в 2006 году. Тогда он был членом правления Kiviõli Kinnisvarahoolduse OÜ. В 2007 году трудоустроился в компанию AS Mäetehnika на должность специалиста по продажам и руководитель проектов. С 2007 по 2015 года — мэр Кивиыли.
С 2015 года — член Рийгикогу XIII и XIV созывов, член финансовой комиссии.
Является членом совета Гарантийного фонда (с 2018), LC Kohtla-Järve (с 2017), правления Спортивного союза Ида-Вирумаа и член-учредителем LC Kiviõli. Занимается благотворительностью, любит путешествовать и заниматься спортом.